# إدوارد تي مارتن
إدوارد تي مارتن (بالإنجليزية: Edward T. Martin) هو محامي وقاضي أمريكي، ولد في 1910 في نيوتن في الولايات المتحدة، وتوفي في 1984 في برمودا في المملكة المتحدة.